# Вухорина
Вухорина или Бухорино (на гръцки: Βουχωρίνα) е село в Южна Македония, Република Гърция, дем Горуша (Войо), област Западна Македония.

## География
Селото е разположено на 760 m надморска височина, в областта Населица на 20-ина километра югозападно от град Неаполи (Ляпчища) и на около 10 километра югозападно от Цотили.

## История

### В Османската империя
В края на XIX век Бухорино е гръцко село в южния край на Населишка каза на Османската империя. Александър Синве („Les Grecs de l’Empire Ottoman. Etude Statistique et Ethnographique“), който се основава на гръцки данни, в 1878 година пише, че в Бухорина (Bouchorina), Сисанийска епархия, живеят 300 гърци.
Според Васил Кънчов в 1900 година в Бухорино живеят 260 гърци християни.
На Етнографската карта на Битолския вилает на Картографския институт в София от 1901 година Бохорина е чисто гръцко село в казата Населица на Серфидженския санджак с 55 къщи.
Според статистика на Серфидженския санджак на гръцкото консулство в Еласона от 1904 година в Бухорина (Μποχωρίνα), Населишка каза, живеят 280 гърци елинофони християни.
По данни на секретаря на Българската екзархия Димитър Мишев цялото население на Бухорино (Bouhorino) е под върховенството на Цариградската патриаршия и в него има 275 гърци патриаршисти.

### В Гърция
През Балканската война в 1912 година в селото влизат гръцки части и след Междусъюзническата в 1913 година Бухорино остава в Гърция.
През 1913 година при първото преброяване от новата власт в Μποχωρίνα са регистрирани 386 жители.
Край селото, на пътя Кожани – Янина, е църквата „Свети Георги“.
Населението традиционно произвежда жито, картофи, тютюн и други земеделски продукти, като се занимава и със скотовъдство.
| Име     | Име      | Ново име | Ново име | Описание                                         |
| ------- | -------- | -------- | -------- | ------------------------------------------------ |
| Караули | Καραούλι | Плати    | Πλατή    | връх на Ю от Вухорина (855 m)                    |
| Сьопота | Σιόποτα  | Галини   | Γαλήνη   | река на И от Вухорина, десен приток на Праморица |

| Година    | 1913 | 1920 | 1928 | 1940 | 1951 | 1961 | 1971 | 1981 | 1991 | 2001 | 2011 | 2021 |
| --------- | ---- | ---- | ---- | ---- | ---- | ---- | ---- | ---- | ---- | ---- | ---- | ---- |
| Население | 386  | 328  | 345  | 284  | 230  | 163  | 173  | 173  | 51   | 84   | 35   | 32   |

## Личности
Други
- Андонис Кафедзопулос (р. 1951), гръцки актьор, по произход от Вухорина
- Димитрис Зигурас (1914 - 1999), гръцки революционер